# Yandex (navegador)
Yandex Browser es un navegador web gratuito desarrollado en 2012 para dispositivos móviles y ordenadores por la corporación rusa de búsqueda web que utiliza el motor de renderizado Blink utilizado en el proyecto de código abierto Chromium. El navegador comprueba la seguridad de la página web con el sistema de seguridad Yandex y comprueba los archivos descargados con el antivirus Kaspersky. El navegador también utiliza la tecnología Turbo de Opera Software para acelerar la navegación en conexiones lentas.
El navegador está disponible para Windows, macOS, Linux, Android e iOS.
Yandex se enfrenta a la competencia de búsqueda web en Rusia desde Google. Google Chrome, el navegador web más popular de Rusia, utiliza Google como su motor de búsqueda predeterminado. En junio de 2012, Mozilla Firefox, el tercer navegador web más popular del mundo, firmó un acuerdo para reemplazar su motor de búsqueda predeterminado Yandex por Google. Como la "Smartbox" del navegador utiliza a Yandex como su motor de búsqueda predeterminado, el navegador ayudará a Yandex a competir por la cuota de mercado ruso de búsqueda.
Su última versión estable es la 19.3.1.887 del 1 de abril de 2019.

## Características
Presenta un pantalla de nueva pestaña con una interfaz estilo Windows 8 y widgets especializados para servicios populares (por ejemplo, el widget de Gmail muestra el número de mensajes no leídos).
Conmutador de teclado integrado en omnibox: por ejemplo, si un usuario usa gmail.com y empieza a escribir "гма" ("gma" con diseño de teclado ruso) y pulsa Intro, el usuario pasará a gmail.com y no a la página de búsqueda de "гма" (como es el caso en Chrome, por ejemplo).

## Seguridad

### Protección contra suplantación de identidad DNS
Proteger la tecnología de seguridad activa analiza archivos y sitios web en busca de virus, bloquea páginas web fraudulentas, protege contraseñas y detalles de tarjetas bancarias y mantiene los pagos en línea a salvo del robo.

### DNSCrypt
Es el primer navegador con soporte para la tecnología DNSCrypt. Encripta el tráfico del sistema de nombres de dominio (DNS). Por ejemplo, protege de un troyano DNSChanger, un proveedor de rastreo de Internet o hackers. Esta opción debe estar habilitada en la configuración del navegador.

### Protección de Wi-Fi
Cuando se conecta a redes Wi-Fi abiertas o a los puntos que utilizan una débil defensa WEP, Yandex cifra automáticamente el tráfico entre la red y los sitios HTTP.
- Yandex mirror official